# Anoplognathus concolor
Anoplognathus concolor är en skalbaggsart som beskrevs av Hermann Burmeister 1855. Anoplognathus concolor ingår i släktet Anoplognathus och familjen Rutelidae. Inga underarter finns listade i Catalogue of Life.